# Buteurs des éliminatoires du Championnat d'Europe de football 2008
Cet article liste les buteurs de tous les pays lors des Éliminatoires du championnat d'Europe de football 2008.
Le meilleur buteur est le Nord-Irlandais David Healy avec 13 buts inscrits devant le Croate Eduardo Alves da Silva (10 buts) et le Polonais Euzebiusz Smolarek (9 buts).

## Albanie
3 buts
- Edmond Kapllani

2 buts
- Ervin Skela

1 but
- Altin Haxhi
- Debatik Curri
- Besnik Hasi

## Allemagne
7 buts
- Lukas Podolski

4 buts
- Miroslav Klose

3 buts
- Michael Ballack
- Thomas Hitzlsperger
- Bastian Schweinsteiger
- Kevin Kuranyi

2 buts
- Mario Gómez

1 but
- Manuel Friedrich
- Bernd Schneider
- Marcell Jansen
- Torsten Frings
- Clemens Fritz

But contre son camp
- Jan Durica

## Andorre
1 but
- Juli Fernández
- Fernando Silva

## Angleterre
4 buts
- Peter Crouch
- Michael Owen

3 buts
- Steven Gerrard

2 buts
- Jermain Defoe
- Shaun Wright-Phillips

1 but
- Joe Cole
- David Nugent
- Micah Richards

## Arménie
2 buts
- Robert Arzumanyan

1 but
- Sargis Hovsepian
- Hamlet Mkhitaryan

## ARY Macédoine
2 buts
- Goce Sedloski

1 but
- Ilco Naumoski
- Nikolce Noveski
- Goran Pandev
- Aco Stojkov

## Azerbaïdjan
1 but
- Andre Ladaga
- Emin Imamaliev
- Branimir Subašić
- Vugar Nadyrov
- Samir Aliyev
- Makhmud Gurbonov

## Belgique
3 buts
- Moussa Dembele

2 buts
- Kevin Mirallas

1 but
- Timmy Simons
- Daniel Van Buyten
- Marouane Fellaini

## Biélorussie
3 buts
- Sergei Kornilenko

2 buts
- Timofei Kalachev
- Maxim Romaschenko

1 but
- Vitali Kutuzov
- Vladimir Korytko
- Denis Kovba
- Roman Vasilyuk

## Bosnie-Herzégovine
4 buts
- Zvjezdan Misimović

3 buts
- Zlatan Muslimović

1 but
- Sergej Barbarez
- Mladen Bartulović
- Ivica Grlić
- Mirko Hrgović
- Adnan Ćustović
- Edin Džeko

## Bulgarie
6 buts
- Martin Petrov

4 buts
- Dimitar Berbatov

1 but
- Valeri Bojinov
- Dimitar Telkiyski
- Aleksandar Tunchev
- Chavdar Yankov

## Chypre
3 buts
- Efstathios Aloneftis
- Ioánnis Okkás

2 buts
- Konstantínos Charalambídis
- Michális Konstantínou

1 but
- Alexis Garpozis
- Yiasoumis Yiasoumi

## Croatie
9 buts
- Eduardo Alves da Silva

6 buts
- Mladen Petrić

3 buts
- Darijo Srna

1 but
- Boško Balaban
- Ivan Klasnić
- Luka Modrić

But contre son camp
- Gary Neville

## Danemark
5 buts
- Jon Dahl Tomasson

3 buts
- Dennis Rommedahl

2 buts
- Michael Gravgaard
- Morten Nordstrand

1 but
- Daniel Agger
- Daniel Jensen
- Leon Andreasen

## Écosse
4 buts
- Kris Boyd

3 buts
- James McFadden

2 buts
- Kenny Miller
- Garry O'Connor

1 but
- Gary Caldwell
- Christian Dailly
- Darren Fletcher
- Craig Beattie
- Shaun Maloney

## Estonie
2 buts
- Raio Piiroja

1 but
- Indrek Zelinski

## Espagne
7 buts
- David Villa

3 buts
- Xavi Hernández

2 buts
- Fernando Torres
- Andrés Iniesta

1 but
- Luis Garcia
- Fernando Morientes

## Finlande
3 buts
- Jari Litmanen

2 buts
- Alexei Eremenko Jr
- Jonatan Johansson

1 but
- Sami Hyypiä
- Mika Nurmela
- Mika Väyrynen

## France
6 buts
- Thierry Henry

4 buts
- Nicolas Anelka

3 buts
- Sidney Govou

2 buts
- Karim Benzema
- Louis Saha
- David Trezeguet

1 but
- Hatem Ben Arfa
- Florent Malouda
- Samir Nasri
- Franck Ribéry
- Jérôme Rothen

But contre son camp
- Malkhaz Asatiani

## Géorgie
5 buts
- Shota Arveladze

3 buts
- Alexander Iashvili

2 buts
- David Siradze

1 but
- Georgi Demetradze
- Jaba Kankava
- Levan Kobiashvili
- George Shashiashvili

## Grèce
3 buts
- Sotírios Kyriákos

2 buts
- Kóstas Katsouránis
- Ángelos Charistéas
- Níkos Lyberópoulos

1 but
- Chrístos Patsatzóglou
- Yeóryos Samarás
- Ángelos Basinás
- Theofánis Ghékas
- Yoúrkas Seïtarídis

## Hongrie
4 buts
- Zoltán Gera

1 but
- Pál Dárdai
- Szabolcs Huszti
- Sándor Torghelle
- Tamás Priskin

## Îles Féroé
3 buts
- Rógvi Jacobsen

## Islande
1 but
- Eiður Guðjohnsen
- Hermann Hreiðarsson
- Gunnar Heiðar Þorvaldsson
- Arnar Vidarsson
- Brynjar Gunnarsson

## Irlande du Nord
13 buts
- David Healy

1 but
- Grant McCann

## Israël
6 buts
- Roberto Colautti

2 buts
- Yossi Benayoun
- Amit Ben-Shushan
- Ben Sahar
- Toto Tammuz

1 but
- Shimon Gershon
- Idan Tal
- Barak Itzhaki

## Italie
3 buts
- Luca Toni
- Filippo Inzaghi

2 buts
- Antonio Di Natale
- Fabio Quagliarella

1 but
- Mauro Camoranesi
- Daniele De Rossi
- Alberto Gilardino
- Fabio Grosso
- Massimo Oddo
- Simone Perrotta

## Kazakhstan
5 buts
- Dimitry Byakov

2 buts
- Ruslan Baltiev

1 but
- Kairat Ashirbekov
- Nurbol Zhumaskaliyev

## Lettonie
2 buts
- Maris Verpakovskis

1 but
- Ģirts Karlsons
- Aleksejs Višņakovs

## Liechtenstein
3 buts
- Mario Frick

1 but
- Franz Burgmeier
- Raphael Rohrer

## Lituanie
3 buts
- Tomas Danilevičius

1 but
- Darius Miceika
- Andrius Skerla
- Saulius Mikoliūnas

## Luxembourg
1 but
- Chris Sagrahola

## Malte
3 buts
- André Schembri

1 but
- Michael Mifsud
- Jamie Pace
- George Mallia

## Moldavie
2 buts
- Serghei Rogaciov

1 but
- Alexandru Epureanu
- Viorel Frunză

## Norvège
4 buts
- John Carew
- Steffen Iversen

2 buts
- John Arne Riise
- Ole Gunnar Solskjær
- Fredrik Strømstad

1 but
- Morten Gamst Pedersen
- Simon Brenne
- Martin Andresen
- Kristofer Hæstad
- Thorstein Helstad
- Daniel Braaten

## Pays-Bas
4 buts
- Robin van Persie

2 buts
- Ruud van Nistelrooy

1 but
- Dirk Kuyt
- Joris Mathijsen
- Giovanni van Bronckhorst

But contre son camp
- Arian Beqaj

## Pays de Galles
3 buts
- Craig Bellamy

2 buts
- Gareth Bale
- Jason Koumas

1 but
- Ryan Giggs
- Robert Earnshaw

But contre son camp
- Martin Jiránek

## Pologne
9 buts
- Euzebiusz Smolarek

4 buts
- Jacek Krzynówek

3 buts
- Radosław Matusiak

1 but
- Jacek Bąk
- Dariusz Dudka
- Lukasz Gargula
- Przemysław Kaźmierczak
- Mariusz Lewandowski
- Wojciech Łobodziński
- Rafał Murawski
- Maciej Żurawski

## Portugal
8 buts
- Cristiano Ronaldo

3 buts
- Nuno Gomes
- Simão Sabrosa

2 buts
- Hugo Almeida

1 but
- Ricardo Carvalho
- Ricardo Quaresma
- Tiago
- Nani
- Hélder Postiga
- Ariza Makukula
- Bruno Alves
- Maniche

## République d'Irlande
4 buts
- Stephen Ireland

3 buts
- Kevin Doyle
- Robbie Keane

2 buts
- Kevin Kilbane

1 but
- Richard Dunne

But contre son camp
- Davide Simoncini

## République tchèque
5 buts
- Jan Koller

3 buts
- Milan Baroš

2 buts
- Marek Jankulovski
- David Lafata
- Libor Sionko

1 but
- David Jarolím
- Marek Kulič
- Jan Polák
- Radoslav Kováč

## Roumanie
6 buts
- Adrian Mutu

3 buts
- Ciprian Marica

2 buts
- Cosmin Contra
- Nicolae Dică

1 but
- Dorin Goian
- Laurenţiu Roşu
- Banel Nicolita
- Gabriel Tamas

## Russie
5 buts
- Aleksandr Kerjakov

3 buts
- Andreï Archavine

2 buts
- Dmitri Sychev
- Vladimir Bystrov
- Roman Pavlyuchenko

1 but
- Pavel Pogrebnyak

## Saint-Marin
1 but
- Michele Marani

## Serbie
7 buts
- Nikola Žigić

4 buts
- Danko Lazović

3 buts
- Boško Janković

2 buts
- Zdravko Kuzmanović
- Milan Jovanović

1 but
- Dejan Stanković
- Dusko Tosic
- Branislav Ivanović

But contre son camp
- Sergei Ostapenko

## Slovaquie
6 buts
- Marek Mintál

2 buts
- Miroslav Karhan
- Filip Šebo
- Róbert Vittek
- Martin Škrtel

1 but
- Dušan Švento
- Stanislav Varga
- Martin Jakubko

But contre son camp
- Christoph Metzelder

## Slovénie
4 buts
- Klemen Lavrič

2 buts
- Milivoje Novakovič

1 but
- Bostjan Cesar
- Robert Koren
- Dare Vršič

## Suède
5 buts
- Marcus Allbäck

4 buts
- Johan Elmander

2 buts
- Kim Källström
- Markus Rosenberg

1 but
- Christian Wilhelmsson
- Petter Hansson
- Olof Mellberg
- Anders Svensson

## Turquie
5 buts
- Hakan Şükür

3 buts
- Tuncay Şanlı

2 buts
- Halil Altintop
- Hamit Altintop
- Tümer Metin
- Gökhan Ünal

1 but
- Nihat Kahveci
- Gökdeniz Karadeniz
- Sabrı Sarıoğlu

## Ukraine
3 buts
- Andriy Chevtchenko

2 buts
- Oleg Gusev

1 but
- Oleksandr Kucher
- Ruslan Rotan
- Andriy Rusol
- Vladimir Yezersky